# Karaçavuş, Hozat
Karaçavuş là một xã thuộc huyện Hozat, tỉnh Tunceli, Thổ Nhĩ Kỳ. Dân số thời điểm năm 2010 là 18 người.